# Кёрланд, Боб
Роберт Альберт «Боб» Кёрланд (англ. Robert Albert "Bob" Kurland, 23 декабря 1924, Сент-Луис, Миссури, США — 29 сентября 2013, Санибел, Флорида, США) — американский баскетболист, игравший на студенческом и любительском уровне. Двукратный чемпион Олимпийских игр (1948, 1952), а также двукратный чемпион NCAA в составе «Оклахома A&M Аггис». Член Зала славы баскетбола с 1961 года.

## Ранние годы
Боб Кёрланд родился в городе Сент-Луис (штат Миссури), учился в средней школе Дженнингс из одноимённого города, расположенного недалеко от Сент-Луиса, в которой играл за местную баскетбольную команду.

## Баскетбольная карьера
Играл на позиции центрового. Выступал за команду Генри Айбы «Оклахома A&M Аггис» (сейчас «Оклахома Стэйт Ковбойз»), с которой дважды становился чемпионом NCAA в 1945 и 1946 годах, к тому же оба раза признавался самым выдающимся игроком этого баскетбольного турнира. Кроме того за свою студенческую карьеру три года подряд включался в 1-ю всеамериканскую сборную NCAA (1944—1946).
Из-за того, что Кёрланд часто выпрыгивал выше кольца и забирал мяч, кинутый в кольцо оппонентом, NCAA запретила это в 1945 году. Кёрланд также стал первым игроком, регулярно делающим блок-шоты. Его соперничество с игроком Университета Де Поля Джорджем Майкеном стало одним из самых известных противоборств того времени.
Спортсмен никогда не выступал за профессиональные клубы. После окончания университета он решил не вступать в Баскетбольную ассоциацию Америки и Национальную баскетбольную лигу, а играл за клуб нефтяной компании Филлипс Петролеум «Ойлерз 66» из Любительского спортивного объединения (AAU), выступавший в Национальной промышленной баскетбольной лиге (NIBL). За шесть лет в команде он выиграл три чемпионских титула (1947—1948, 1950), кроме того все шесть раз включался во всеамериканскую сборную AAU (1947—1952). Так как он никогда не выступал в профессиональных командах, он смог принять участие в Олимпийских играх 1948 и 1952 годов, где в составе сборной США завоевал золотые медали.
В 1961 году Кёрланд был введён в Зал славы баскетбола.

## Смерть
Боб Кёрланд умер 29 сентября 2013 года на 89-м году жизни в своём доме в городе Санибел (штат Флорида). У него остались 62-летняя жена Барбара, их четверо детей Алекс, Росс, Дана и Барбара, а также семь внуков.